# アロンシャイン木
集合論におけるアロンシャイン木（あろんしゃいんき、英: Aronszajn tree）とは、
非可算な木で非可算なレベルを持たず、非可算な枝も持たないもののことである。
例えば、ススリン木はアロンシャイン木である。一般化すると、基数κに対して、
κ-アロンシャイン木とは、高さκの木で全てのレベルのサイズがκ未満で、全ての枝の高さがκ未満の木のこと（すなわち、単にアロンシャイン木と言えば {\displaystyle \aleph _{1}}-アロンシャイン木のことである）。
1934年にこの木を構成したナフマン・アロンシャインの名に因む。
κ-アロンシャイン木が存在しない基数κはtree propertyを持っているという。
（κが正則でありかつ非可算であるという条件も含まれているとする場合もある。）

## κ-アロンシャイン木の存在性
ケーニヒの木に関する補題によると、{\displaystyle \aleph _{0}}-アロンシャイン木は存在しない。
({\displaystyle \aleph _{1}}-)アロンシャイン木の存在性はアロンシャイン本人によって証明された。
{\displaystyle \aleph _{2}}-アロンシャイン木の存在は決定不能である。もっと正確に言うと、CHは{\displaystyle \aleph _{2}}-アロンシャイン木の存在を導く。一方CHを仮定しないとき、ミッチェルとシルヴァーは
{\displaystyle \aleph _{2}}-アロンシャイン木が存在しないことは無矛盾であることを示している（この無矛盾性は弱コンパクト基数の存在性に関連する）。
イェンセンは構成可能性公理V＝Lが全ての後続型無限基数κがκ-ススリン木（すなわちκ-アロンシャイン木）を持つことを導くことを示した。
Cummings & Foreman (1998)では(巨大基数公理を使って) 1以外の全ての有限のn について{\displaystyle \aleph _{n}}-アロンシャイン木が存在しないことは無矛盾であることが示されている。
κが弱コンパクト基数ならκ-アロンシャイン木は存在しない。逆に、κが強到達不能基数でκ-アロンシャイン木が存在しないとき、κは弱コンパクト基数である。

## 特殊アロンシャイン木
({\displaystyle \aleph _{1}}-)アロンシャイン木が特殊であるとは、木から有理数全体の集合への関数fで「x<yならばf(x)<f(y)」となるfが存在することをいう。
マーティンの公理MA({\displaystyle \aleph _{1}})からは全てのアロンシャイン木が特殊であることが導かれる。
一方、特殊でないアロンシャイン木が存在することは無矛盾であり、GCH+SHとも無矛盾である。(Schlindwein 1994).

## 参考
- Cummings, James; Foreman, Matthew (1998), “The tree property”, Adv. Math. 133 (1):  1-32, doi:10.1006/aima.1997.1680, MR1492784
- Schlindwein, Chaz (1994), “Consistency of Suslin's Hypothesis, A Nonspecial Aronszajn Tree, and GCH”, The Journal of Symbolic Logic (The Journal of Symbolic Logic, Vol. 59, No. 1) 59 (1):  1-29, doi:10.2307/2275246, JSTOR 2275246
- Schlindwein, Ch. (2001), “Aronszajn tree”, in Hazewinkel, Michiel, Encyclopedia of Mathematics, Springer, ISBN 978-1-55608-010-4